# Беньєн
Беньєн (фр. Begnins) — громада  в Швейцарії в кантоні Во, округ Ньйон.

## Географія
Громада розташована на відстані близько 110 км на південний захід від Берна, 32 км на захід від Лозанни.
Беньєн має площу 4,8 км², з яких на 14% дозволяється будівництво (житлове та будівництво доріг), 68,5% використовуються в сільськогосподарських цілях, 17,3% зайнято лісами, 0,2% не є продуктивними (річки, льодовики або гори).

## Демографія
2019 року в громаді мешкало 1931 особа (+16% порівняно з 2010 роком), іноземців було 28,8%. Густота населення становила 403 осіб/км².
За віковим діапазоном населення розподілялося таким чином: 23% — особи молодші 20 років, 60% — особи у віці 20—64 років, 17% — особи у віці 65 років та старші. Було 830 помешкань (у середньому 2,3 особи в помешканні).
Із загальної кількості 502 працюючих 79 було зайнятих в первинному секторі, 28 — в обробній промисловості, 395 — в галузі послуг.